# Lycium bridgesii
Lycium bridgesii är en potatisväxtart som först beskrevs av John Miers och fick sitt nu gällande namn av R.A.Levin, Jill S.Mill. och G.Bernardello. Lycium bridgesii ingår i släktet bocktörnen, och familjen potatisväxter. Inga underarter finns listade i Catalogue of Life.